# Josh Gratton
Joshua „Josh“ Gratton (* 9. September 1982 in Brantford, Ontario) ist ein ehemaliger kanadischer Eishockeyspieler, der im Verlauf seiner aktiven Karriere zwischen 2000 und 2019 unter anderem 322 Spiele in der American Hockey League (AHL) auf der Position des linken Flügelstürmers bestritten hat. Dort gewann er sowohl mit den Philadelphia Phantoms im Jahr 2005 als auch den Manchester Monarchs im Jahr 2015 den Calder Cup. Darüber hinaus absolvierte Gratton weitere 86 Partien für die Philadelphia Flyers und Phoenix Coyotes in der National Hockey League (NHL).

## Karriere
Josh Gratton, der in seiner Karriere nicht im NHL Entry Draft ausgewählt worden war, spielte die ersten drei Jahre seiner Karriere als Eishockeyspieler in der Juniorenliga Ontario Hockey League (OHL) für die Sudbury Wolves, Kingston Frontenacs und Windsor Spitfires. Im Sommer 2003 entschloss sich der Kanadier zu einem Wechsel in die ECHL, wo er für die San Diego Gulls sein Debüt im professionellen Eishockey gab. In der Saisonmitte wurde er an deren Kooperationspartner Cincinnati Mighty Ducks aus der American Hockey League (AHL) abgegeben.

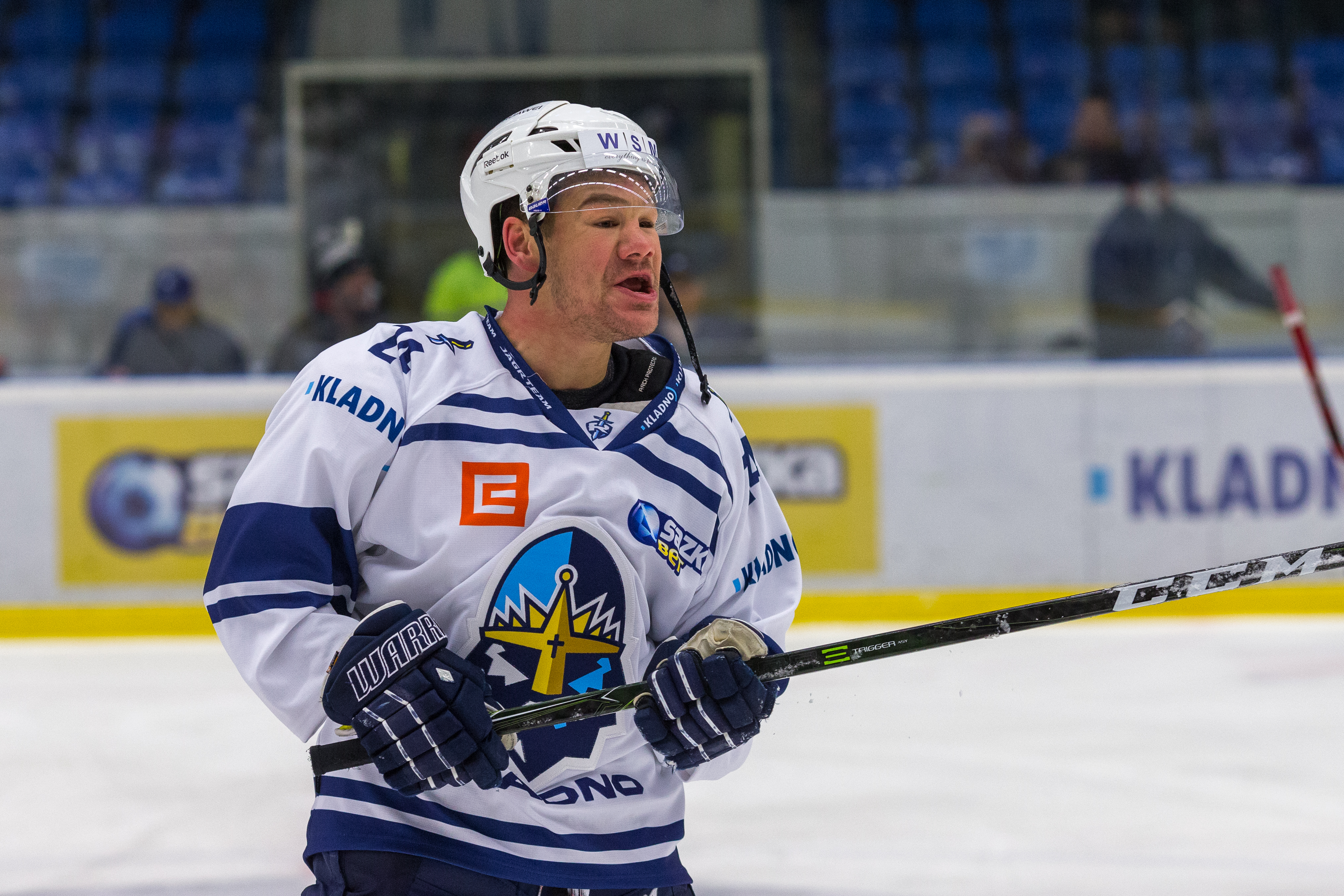
Gratton im Trikot von Rytíři Kladno (2017)

Nach erneut nur einem halben Jahr erhielt der Angreifer einen Vertrag bei den Philadelphia Phantoms, dem Farmteam der Philadelphia Flyers, mit denen er in der Spielzeit 2004/05 den Calder Cup der AHL gewann. In dieser Saison kam er auch in einem Spiel für das ehemalige Farmteam der Phantoms, die Trenton Titans aus der ECHL, zum Einsatz. Im Verlauf der Saison 2005/06 gab Gratton sein Debüt für die Flyers in der NHL, wurde jedoch am 9. März 2006 zusammen mit zwei Zweitrunden-Wahlrechten für den NHL Entry Draft 2006 im Tausch für Denis Gauthier an die Phoenix Coyotes abgegeben. Sein erstes NHL-Tor erzielte Gratton als Spieler der Coyotes in einem Spiel gegen die Colorado Avalanche am 11. April 2006. In seiner Zeit in Phoenix spielte Gratton auch 41-mal für deren AHL-Farmteam San Antonio Rampage. Am 28. Februar 2008 wurde er zusammen mit Fredrik Sjöström und David LeNeveu im Tausch für Marcel Hossa und Al Montoya an die New York Rangers abgegeben, allerdings kam er nur für deren AHL-Kooperationspartner Hartford Wolf Pack zum Einsatz. Am 9. Juli 2008 erhielt Gratton bei den Nashville Predators einen Einjahresvertrag sowohl für das NHL-Team, als auch deren AHL-Farmteam, die Milwaukee Admirals. Doch bereits am 30. Oktober 2008 wurde Gratton zu seinem Ex-Klub Philadelphia Flyers im Tausch für Tim Ramholt abgegeben.
Die Spielzeit 2009/10 begann er bei den Chicago Wolves, bevor er im Januar 2010 von Witjas Tschechow aus der Kontinentalen Hockey-Liga (KHL) verpflichtet wurde. In eineinhalb Jahren absolvierte er jedoch nur 35 Spiele für Witjas, woraufhin er zur Saison 2011/12 innerhalb der KHL zum kasachischen Klub Barys Astana wechselte. Nach einem Jahr in Astana verbrachte er die Saison 2012/13 bei den Rødovre Mighty Bulls in der dänischen AL-Bank Ligan sowie dem HK Kuban Krasnodar und HK Saryarka Karaganda aus der Wysschaja Hockey-Liga, wo er jeweils nur zu wenigen Einsätzen kam. Zur Saison 2013/14 kehrte der Kanadier nach Astana zurück. Doch auch dort absolvierte er in der gesamten Spielzeit nur elf KHL-Einsätze, sodass er sich entschloss, nach Nordamerika zurückzukehren. Im Oktober 2014 unterzeichnete Gratton einen Vertrag bei den Manchester Monarchs aus der AHL und gewann mit diesen am Saisonende zum zweiten Mal in seiner Karriere den Calder Cup.
Zur Saison 2015/16 wechselte der Stürmer erneut nach Europa und verbrachte die Spielzeit bei Porin Ässät in der finnischen Liiga. Anschließend blieb Gratton bis Januar 2017 ohne Verein und erhielt erst im Januar 2017 ein Vertragsangebot des tschechischen Zweitligisten Rytíři Kladno. Mit dem Team verpasste er jedoch den anvisierten Aufstieg. Er verließ Kladno daher im Sommer und wechselte zu Gamyo Épinal in die französische Ligue Magnus. Auch dort fand der Offensivspieler nur für dreieinhalb Monate eine neue sportliche Heimat. Bereits im Dezember 2017 folgte ein abermaliger Wechsel, der ihn in die slowakische Extraliga zum HC Nové Zámky führte. In Nové Zámky absolvierte er jedoch auch nur drei Spiele. Zum Beginn der Spielzeit 2018/19 unterzeichnete Gratton einen Vertrag beim schottischen Verein Glasgow Clan, der am Spielbetrieb der britischen Elite Ice Hockey League (EIHL) teilnahm. Den EIHL-Teilnehmer verließ er bereits wieder im Dezember 2018 und kehrte für das restliche Spieljahr in die Vereinigten Staaten zurück. Bei den South Carolina Stingrays aus der ECHL beendete der 36-Jährige die Saison und im Anschluss auch seine aktive Laufbahn.

## Erfolge und Auszeichnungen
- 2005 Calder-Cup-Gewinn mit den Philadelphia Phantoms
- 2015 Calder-Cup-Gewinn mit den Manchester Monarchs

## Karrierestatistik

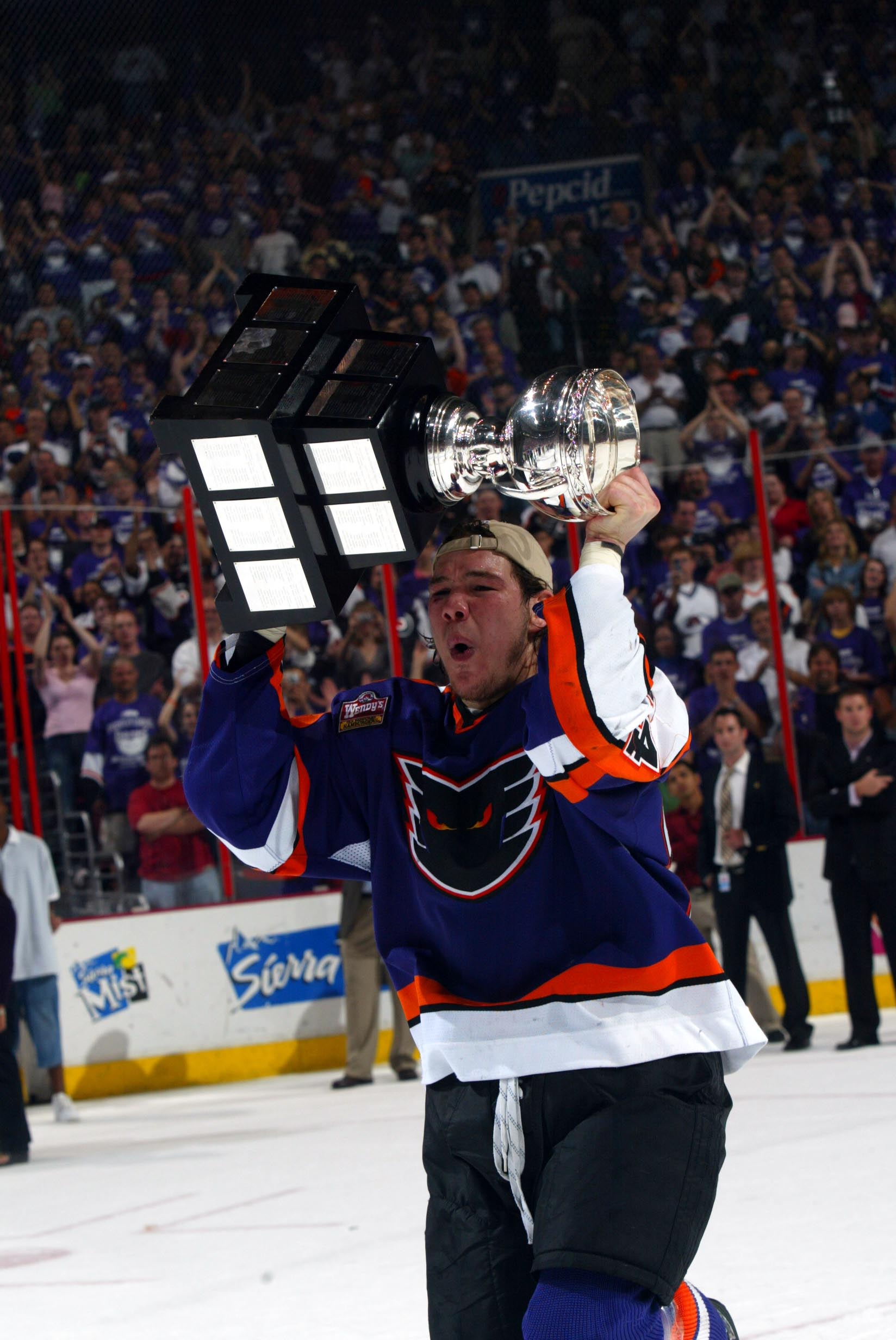
Gratton nach dem Gewinn des Calder Cups mit den Philadelphia Phantoms (2005)

(Legende zur Spielerstatistik: Sp oder GP = absolvierte Spiele; T oder G = erzielte Tore; V oder A = erzielte Assists; Pkt oder Pts = erzielte Scorerpunkte; SM oder PIM = erhaltene Strafminuten; +/− = Plus/Minus-Bilanz; PP = erzielte Überzahltore; SH = erzielte Unterzahltore; GW = erzielte Siegtore; 1 Play-downs/Relegation; Kursiv: Statistik nicht vollständig)

## Familie
Josh Grattons Bruder Brad war ebenfalls ein professioneller Eishockeyspieler und ist mittlerweile als Trainer aktiv. Seine beiden Cousins Chris und Danny waren ebenfalls erfolgreiche Spieler.